# Gyermekjogi megközelítés
A gyermekjogi megközelítés az ENSZ Gyermekjogi Egyezmény 1989-es elfogadását követően terjedt el, mint az „emberi jogi megközelítések” egyik típusa.
A gyermekjogi megközelítés a gyerekekre irányuló programok tervezésekor használatos normatív, elméleti háttér, ami a gyermeki jogok érvényesülését tekinti alapnak, és fő célja a gyermekjogok megvalósulásának támogatása.
A gyermekjogi megközelítés fenti koncepciója általánosan elfogadott, azonban nincs olyan széles körben elfogadott nemzetközi dokumentum, ami ennél pontosabb definíciót adna. Az egyes ENSZ szervezetek (pl. UNICEF), valamint nemzetközi gyermekvédelmi és gyermeksegélyezési szervezetek (Terre des hommes, Save the Children stb.) saját meghatározást dolgoztak ki, és azt alkalmazzák. Magyarországon egyedül a Hintalovon Gyermekjogi Alapítvány deklarálta, hogy munkájában a gyermekjogi megközelítést használja.